# Liborius von Schlieben
Liborius von Schlieben (zm. 27 kwietnia 1486) – niemiecki duchowny katolicki, biskup lubuski.
Zanim został biskupem lubuskim sprawował funkcję kanonika kapituły katedralnej. Jako świetnie wykształcony prawnik był również doradcą książęcym na dworze brandenburskich Hohenzollernów. Został wybrany na biskupa przez kapitułę katedralną w 1483 r. Prekonizację papieską uzyskał 26 stycznia 1484. Na skutek rozrzutnej gospodarki zadłużył diecezję. 